# كلير غري
كلير غري (بالإنجليزية: Clare Grey)‏ هي كيميائية بريطانية، ولدت في القرن العشرين.